# 한천초등학교 (충북)
한천초등학교는 대한민국 충청북도 진천군에 있는 초등학교다.

## 학교 연혁
- 1949.09.01. 한천국민학교 개교
- 1981.04.10. 병설유치원 개원
- 1989.09.01. 두촌분교장 병설유치원 편입
- 1996.03.01. 한천초등학교로 교명 변경
- 1999.09.01. 두촌분교장 통합
- 2009.12.30. 교육과정 자율화 100대 우수학교 선정
- 2012.04.12. 오케스트라 운영학교 선정
- 2012.11.15. 제4회 방과후학교 운영 교육부장관 표창
- 2012.12.31. 학부모 학교 참여 사업 교육부장관 표창
- 2012.12.31. 교육기부 우수학교 인증
- 2013.09.01. 제24대 신만철 교장 부임
- 2014.01.24. 학교문화 개선 연구 선도학교 교육부장관 표창
- 2014.02.19. 제61회 졸업(총 5,706명)
- 2014.02.24. 다목적 운동장 및 학교 숲 만들기 사업 준공
- 2014.03.01. 충청북도교육청지정 미디어교육 시범학교 선정